# Mind The Gap (альбом Scooter)
«Mind The Gap» — десятий студійний альбом німецького гурту «Scooter». Випущений у 2004 році.

## Список композицій
1. «Killer Bees» — 1:30
2. «One (Always Hardcore)» — 3:46
3. «Shake That!» — 3:19
4. «My Eyes Are Dry» — 2:54
5. «All I Wanna Do» — 4:21
6. «Jigga Jigga!» — 3:55
7. «Panties Wanted» — 4:33
8. «Trance-Atlantic» — 7:53
9. «Stripped» — 3.29
10. «Suavemente» — 3:38
11. «The Chaser» — 4:10
12. «The Avenger's Back» — 2:59
13. «Trip to Nowhere» — 5:02